# Epizeuxis meridiorientalis
Epizeuxis meridiorientalis är en fjärilsart som beskrevs av Ludwig Osthelder 1940. Epizeuxis meridiorientalis ingår i släktet Epizeuxis och familjen nattflyn. Inga underarter finns listade i Catalogue of Life.